# 機動部隊
機動部隊（きどうぶたい）とは、機動性の高い部隊。陸軍では、戦車・装甲車などを装備した部隊を、海軍では、航空母艦を中心に巡洋艦・駆逐艦で編制された部隊を意味する。城砦・陣地、洋上戦における泊地や港などの「機動出来ない戦闘部隊」である守備兵力の対語である。
機会に乗じて相手にすばやく接近し、敵指揮官・部隊の精神的均衡を崩壊させるための部隊として、「歩兵」と「騎兵（戦車）」に区分されることがある。また、日本の空母部隊においては、軍隊区分による部隊号として使用された。海外の空母部隊も機動部隊と日本語訳されることがある。

## 陸上部隊
歴史上、機動部隊を「歩兵」と「騎兵（戦車）」に区分すると、歩兵は地域を占領確保し、維持できる唯一の部隊であり、騎兵は襲撃によって敵を撃破できる唯一の部隊であるが、地域を占領確保することはほとんど不可能である。
紀元前490年、マラトンの戦いにおいて、マラトンに上陸したアケメネス朝ペルシア軍が弓射部隊と機動部隊を縦重にしたため、機動部隊は身動きができなくなり、混乱して劣勢のアテナイ軍に撃破された。機動部隊は前後左右に運動しながら行われるので、火力部隊の配置が機動部隊の行動の邪魔になることを回避しなければならなかった。以来、ヨーロッパの陸軍は、火力部隊の展開は両側に配置するか、機動部隊の行動しない間隙に配置するようにしている。
陸軍における機動部隊の概念は、時代や兵制、技術の発展や各国軍の方針により様々であるが、おおむね主力部隊と比較して高速機動力を発揮、あるいは任務に応じた部隊である。その編制には、騎兵や自動車化歩兵などの機動力に優れた兵種が多く含まれる。常設の部隊ではなく、迂回別働隊などの必要に応じてタスクフォースとして臨時に編成されることも多い。
陸上の機動部隊の例としては、アルジェリア戦争中のフランス軍の例が挙げられる。アルジェリア戦争でフランス軍は40万人を超える大軍を動員したが、駐留軍14個師団の内10個師団は指定された地域に張り付け、その地域内で警備とゲリラの平定を担当していた。残りの2個機甲師団と2個空挺師団が機動部隊として運用され、主要都市部やゲリラの篭る山岳地帯からサハラ砂漠やモロッコ、チュニジア国境地帯など縦横無尽に展開し、貼り付け師団を補完する形で状況に応じ各地で作戦した。
なお、相対的に優れた機動力を持つ騎兵部隊や機甲部隊や機械化部隊および航空部隊などを総称して、機動部隊と呼ぶこともある。第二次世界大戦時の日本陸軍のエアボーン部隊（挺進部隊）はその創設にあたって、陸軍全部隊から精鋭が募集されたが、秘匿性を維持するために「空挺部隊・落下傘部隊・挺進部隊」などと称さず「機動部隊」と称されていた。

## 艦隊

### 第二次世界大戦

#### 大日本帝国
1941年（昭和16年）4月に空母を主体とした第一航空艦隊（長官は南雲忠一中将）が編成され、真珠湾攻撃（同年12月実施）のために軍隊区分で他艦隊の補助戦力をこれに加えて「機動部隊」が編成された。これは史上初の用兵思想で編成された部隊であった。これは、1937年に発生した支那事変で複数の航空隊を軍隊区分で第一、第二連合航空隊とし、さらに2つを合わせて連合空襲部隊を編成したことで、第三艦隊所属の航空隊が統一指揮下で航空作戦を展開したため、航空兵力集中運用、航空艦隊編成の思想に影響したという意見がある。また、1940年6月9日に第一航空戦隊司令官小沢治三郎少将が海軍大臣に提出した「航空艦隊編成に関する意見書」の影響が指摘される。意見書の内容は、全航空部隊は、建制において統一指揮下に集め、最高指揮官は練度を詳知し、不ぞろいのないように計画指導し、統一指揮のために通信網を整備し、慣熟訓練をする必要があるので、そのために訓練も1つの指揮下に航空戦力を集めるべきであるというものであった。
一航艦は南方作戦において活躍し、1942年6月のミッドウェー海戦によって壊滅した。
1942年（昭和17年）7月、新たな主力空母部隊の第三艦隊が編制され、1944年（昭和19年）3月1日には第二艦隊（戦艦を中心とした部隊）と編合して第一機動艦隊が編制された。「機動」という語が艦隊の部隊号として初めて採択された。航空主兵思想に切り替わったという見方もあるが、実体は2つの艦隊を編合したに過ぎないという見方もある。ただ、前衛部隊を軍隊区分によらずに指揮下の部隊から充当できた。機動部隊である第三艦隊が統一指揮を行ったのは、南太平洋海戦（1942年〈昭和17年〉10月）後の研究会で草鹿龍之介少将が「機動部隊指揮官が所在部隊を統一指揮する必要がある。第二艦隊司令長官が指揮するのは作戦上具合が悪い」と意見したことで、1943年（昭和18年）8月に解決し、建制上は1944年（昭和19年）3月になった。
1944年（昭和19年）6月、マリアナ沖海戦で第一機動艦隊の艦載機は壊滅状態となり、11月、レイテ沖海戦で機動部隊の空母を全て失う。同年11月15日、第一機動艦隊及び第三艦隊は解体された。

#### アメリカ合衆国
アメリカ海軍の空母部隊（エアクラフトフォース）は太平洋戦争開戦前、ウィリアム・ハルゼー中将の指揮する空母3隻、水上機母艦2隻からなる部隊が補助戦力としてハワイにあった（開戦時には二つに分けられていた）。これは戦艦部隊の決戦の支援が任務であったが、日本のように戦艦部隊と完全に二分化されたものではなかった。アメリカ海軍には、タスクフォースという任務に対応する部隊編成の思想があり、当時、戦艦部隊はタスクフォース11、空母部隊はタスクフォース16、タスクフォース17となっており、この思想は開戦以降の作戦に役立った。
1941年12月、真珠湾攻撃で戦艦を失い、戦艦部隊直衛防空兵力として行動していた空母を空母部隊に戻して「ヒットアンドラン作戦」で日本の拠点に空襲を開始した。その後、珊瑚海海戦、ミッドウェー海戦で日本の機動部隊と交戦し、日本の進攻を阻止した。
1943年、ガダルカナル島の戦いに勝利したアメリカ海軍は、兵力を艦型別に編成するタイプ編成と臨時に作戦任務部隊を編成するタスク編成を導入し、この編成で10月より反攻作戦を開始した。1943年8月、空母「サラトガ」を中心としてフレデリック・シャーマン少将の指揮下でタスクフォース38が誕生し、終戦まで活躍した。この部隊は第3艦隊所属の場合にタスクフォース38、第5艦隊所属の場合にタスクフォース58と名称を変更していた。末期には正規空母・軽空母18隻で空母群5つを展開していた。

#### イギリス
イギリス海軍では、1942年初旬にインド洋作戦で、一航艦の来襲を察知した東洋艦隊の戦艦5隻、空母3隻からなる機動部隊が行動していた。
沖縄戦では、空母4隻を中心とした機動部隊がアメリカ艦隊と行動していた。

### 大戦以降

#### アメリカ合衆国
冷戦時代にアメリカ海軍は強大な空母戦闘群（現:空母打撃群）を整備した。ソビエト連邦軍の対艦ミサイルや潜水艦に備えて、防衛システムをさらに発展させた。

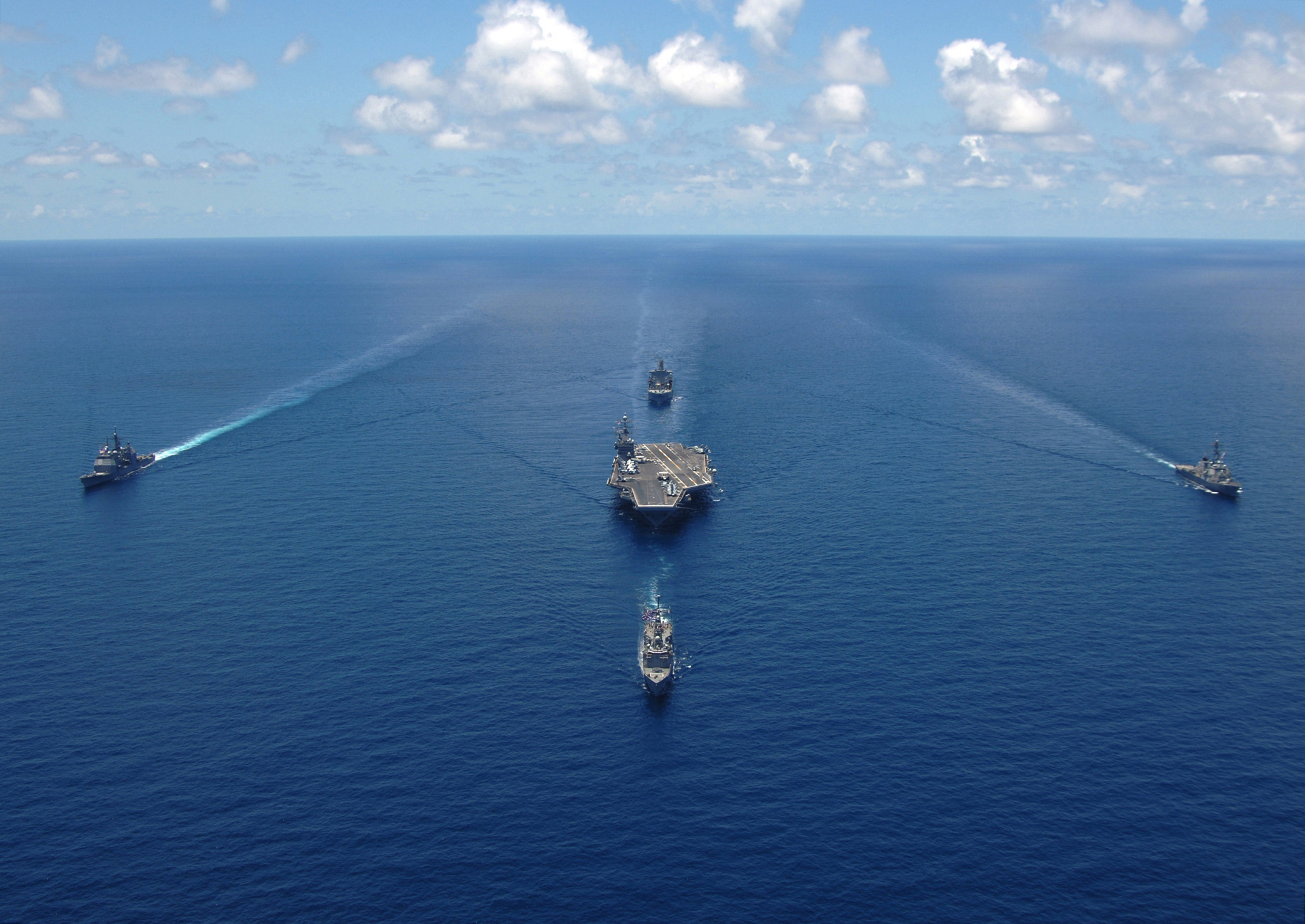
ジョージ・ワシントン打撃群

原子力空母（ニミッツ級）1隻を中心にして周辺をイージス巡洋艦（タイコンデロガ級）、イージス駆逐艦（アーレイ・バーク級）、攻撃型原子力潜水艦（ロサンゼルス級、バージニア級）等で護衛している。随伴している艦艇は合計で5 - 6隻程度。
旗艦任務はブルー・リッジ級のような指揮専用艦や通信機能の充実している大型揚陸艦などが有機的に受け持つ。
ニミッツ級の最大搭載機数は90機であるが、冷戦の終結により現在はF/A-18C/D/E/F戦闘攻撃機が50機程度、EA-18G電子戦機が数機、E-2C/D早期警戒機が数機、対潜哨戒と救難用にMH-60R/S数機、合計70機程度と一時期よりは搭載機数が押さえられている。
世界中に展開する空母打撃群には、高速で随伴する補給艦も同行している。また、水面下では原子力潜水艦が随伴していて、空母打撃群の前路哨戒やトマホーク巡航ミサイルの攻撃任務を行う。原子力潜水艦よりも更に前方は、世界中に前方展開している陸上基地から飛来したP-3C地上配備哨戒機が前路哨戒をし、空母から飛び立ったE-2C/D早期警戒機が空を監視する。

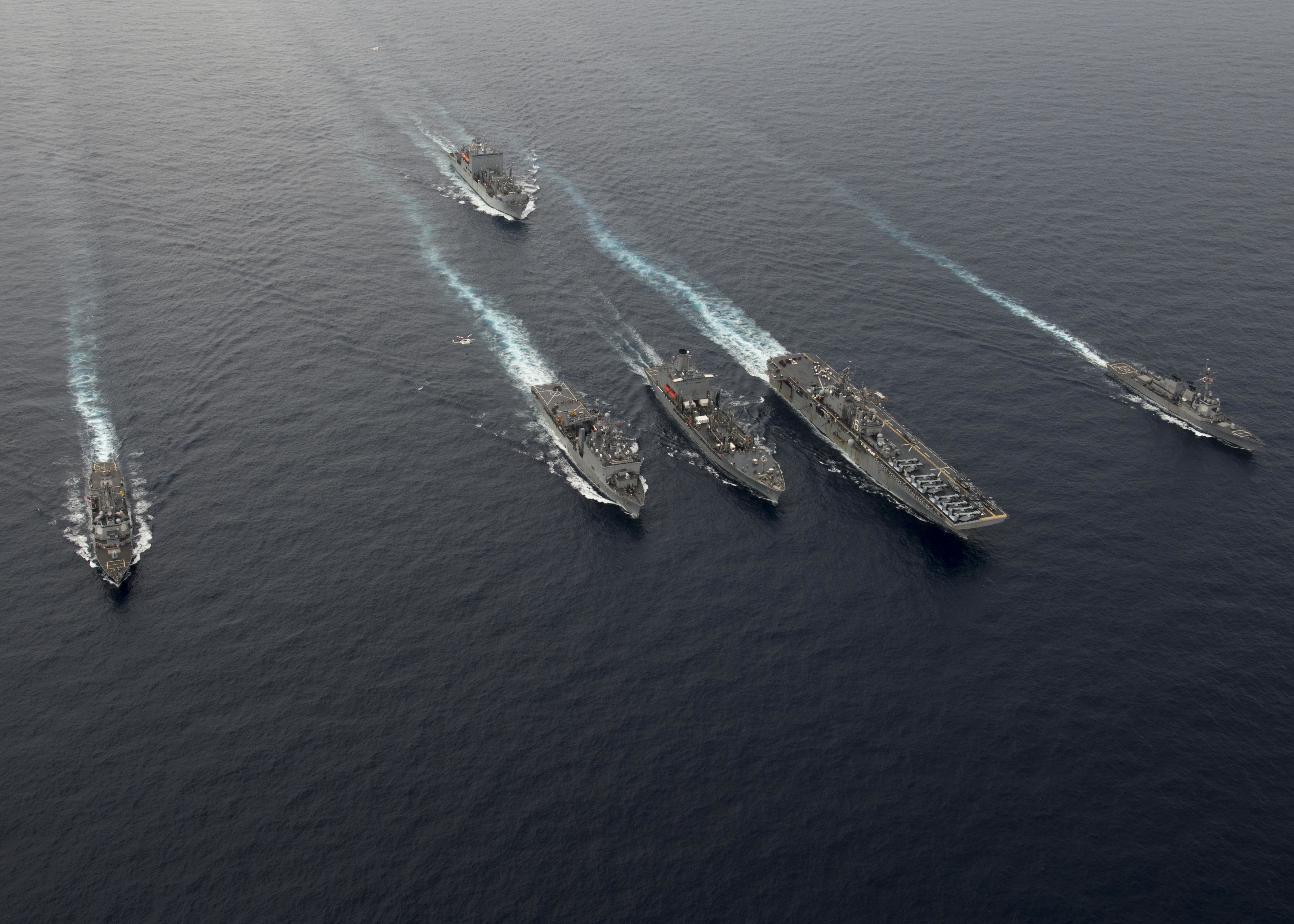
ボノム・リシャール遠征打撃群

空母打撃群と並ぶアメリカ海軍のもう一つの機動部隊といえるのが遠征打撃群である。従来からあった両用即応群を拡張したもので、強襲揚陸艦（ワスプ級）、ドック型揚陸艦・輸送揚陸艦（ホイッドビー・アイランド級、ハーパーズ・フェリー級、サン・アントニオ級）にイージス艦を含む水上戦闘艦艇を3隻と攻撃型原子力潜水艦1隻を加えて対地・対空・対水上・対潜の攻撃能力を高めたものとなっている。上記の揚陸艦には約2,200名の海兵遠征部隊が乗り組んでいる。上陸作戦を行う場合にはこれらが主戦力となる。
強襲揚陸艦にはハリアーII/F-35Bを20機程度搭載可能で、限定的ではあるが空母打撃群の代替的な行動が可能となっている。

#### イギリス
戦後、イギリス海軍はイギリス帝国の衰退やイギリス自体の経済難・財政難によって規模の縮小を余儀なくされた。空母戦力も1966年度国防白書によってCVA-01級の計画中止と将来的な正規空母全廃が決められ、1978年のオーディシャス級「アーク・ロイヤル」の退役によりイギリス海軍から正規空母は消滅した。その代替としてSTOVL機を搭載した軽空母のインヴィンシブル級が建造され、これとSTOVL空母として改装されたセントー級「ハーミーズ」を中心とする機動部隊がフォークランド紛争で活躍した。
1990年代 - 2000年代
軽空母（インヴィンシブル級）を中心に駆逐艦（42型）とフリゲート（22型、23型）で護衛した。護衛艦艇は2隻-4隻程度。原子力潜水艦（トラファルガー級）を同行させる事もあった。アメリカ海軍と同じくトマホーク巡航ミサイルを発射する能力を持たせていた。
搭載機はシーハリアー/BAe ハリアー IIV/STOL攻撃機が16機程度、HAS.シーキング早期警戒ヘリコプター3機、マーリン HC.1哨戒ヘリコプター数機、合計24機程度。
2020年代 -

財政難によりBAe ハリアー IIの運用を終了し、ヘリ空母として運用されていたインヴィンシブル級の退役が早められた結果、一時期イギリス海軍には空母が存在しなかったが、2017年に新型空母としてクイーン・エリザベス級が就役したことで40年ぶりに大型空母を手にした。
2021年1月に「クイーン・エリザベス」の初期作戦能力（IOC）の獲得が宣言され再び空母部隊を編成しようとしている。45型駆逐艦と23型フリゲートが各2隻、アスチュート級原子力潜水艦が1隻、補給艦（フォート・ヴィクトリア級、タイド型）2隻が配備・護衛する予定。
また、2019年頃からアメリカと「クイーン・エリザベス」の共同使用を行う構想が進められ、アメリカ海軍と海兵隊の装備や人員を配備することを可能にする共同宣言に署名した。この宣言によりアメリカ海軍からアーレイ・バーク級ミサイル駆逐艦「ザ・サリヴァンズ」と海兵隊航空団のF-35B中隊をイギリス空母部隊に派遣することを正式に発表した。
搭載機はF-35B艦上戦闘機が24 - 36機、AW159哨戒ヘリコプター、マーリン HM.2早期警戒ヘリコプターを合わせて最大48機の搭載を予定している。

#### 

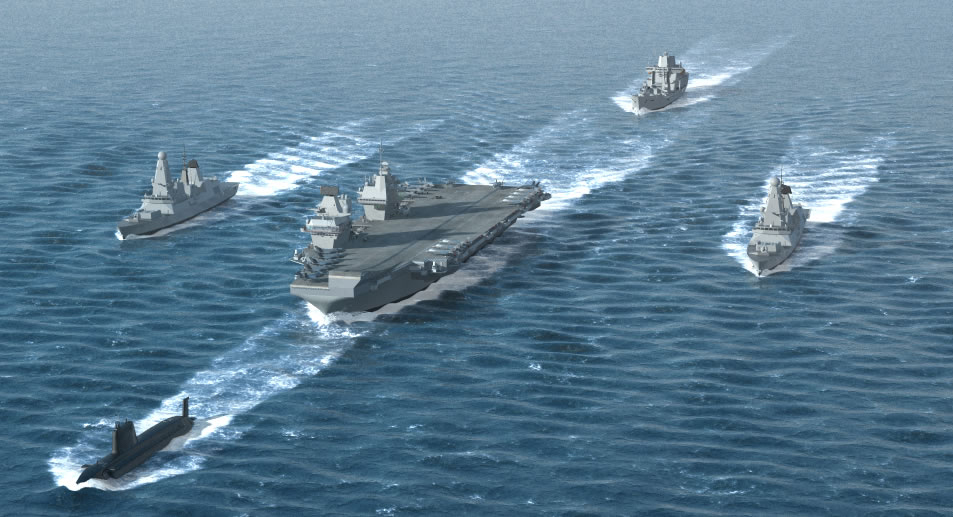
将来のイギリス海軍空母部隊